# Taralea oppositifolia
Espèce
Statut de conservation UICN

 LC  : Préoccupation mineure
Synonymes
- Coumarouna nudipes (Tul.) Pittier
- Coumarouna nudipes (Tul.) Kuntze
- Coumarouna oppositifolia (Aubl.) Taub.
- Coumarouna oppositifolia (Aubl.) Kuntze
- Dipteryx applanata Benth.
- Dipteryx nudipes Tul.
- Dipteryx oppositifolia (Aubl.) Willd.
- Dipteryx oppositifolia var. parviflora (Spruce ex Benth.) Benth.
- Dipteryx parviflora Spruce ex Benth.
- Taralea nudipes (Tul.) Ducke[2]

Taralea opositifolia est une espèce de plantes à fleurs de la famille des Fabaceae. C'est un arbre originaire d'Amérique du Sud. C'est l'espèce type du genre Taralea Aubl..
Il est connu en Guyane sous les noms de Bois-crapaud, Bois violet, Gagnac, Gagnac rivière, Gaïac, Gaïac de l'eau (Créole), Neko udu (Aluku).
Au Venezuela, on le désigne comme Arepillo, Zapatero (Espagnol).
Au Brésil, on l'appelle Cumarurana, Cundurú (Portugais),
et ailleurs Almendrillo, Zapatero (Espagnol), Opposite Taralea (Anglais, nom commercial).

## Taxonomie
Taralea opositifolia appartient à la tribu des Dipterygeae (qui a fait l'objet d'une révision taxonomique) et est à ce titre proche de Dipteryx odorata qui produit les fèves tonka.

## Description
Taralea opositifolia est un arbre haut de 8–30 m pour environ 30-70 cm de diamètre.
La base du tronc est digitée, ou à petits contreforts.
L'écorce est grise et lisse, avec un rhytidome blanchâtre, fissuré verticalement, lenticellé, rugueux.
Le phloème est de couleur crème à rose clair.
L'aubier est blanc à jaunâtre.
Les jeunes rameaux sont canaliculés. 
Son bois a une densité de 0,86 - 0,95 g/cm3.
Les feuilles sont généralement opposées, composées, paripennées à (4)6-8 folioles souvent opposées. 
Les folioles sont coriaces à finement coriaces, glabres, ponctuées-pellucides, à nervation peu visible sur la face supérieure, de forme ovale ou oblongue-elliptique, à apex aigu ou acuminé, à base arrondie ou large cunéiforme, et mesurant 8-12(15) cm de long et 3-6 cm de large. 
La nervure médiane est déprimée sur le dessus, et carénée sur le dessus. 
Les rachis sont légèrement comprimés, canaliculés, marginés, non prolongés, et longs de 8 à 18 cm, à pétiolule pulvinné (pulvinules longs de 4-7 mm).
Les stipules sont caduques.
L'inflorescence est de type grappe ou panicule terminal pubérulent.
Les bractées et bractéoles sont lancéolées, longues de 2 mm, rapidement caduques. 
Les axes principaux sont longs de 15 à 35 cm.
Les pédicelles mesurent 2-3 mm de long. 
Le calice coriace, gris-tomenteux campanulé se compose d'un tube long d'environ 3 mm, d'où dépassent deux lèvres :
la lèvre supérieure à 2 grands segments aliformes, est de forme oblongue-lancéolée, coriace, long d'environ 5 mm pour ± 3 mm de large, glabrescent, violacé ou rose à l'intérieur.
la lèvre inférieure à 3 dents courtes, est de forme linéaire-lancéolé.
Les sépales sont longs de 9 à 11 mm.
La corolle aux ailes déployées mesure ± 3 mm de large.
Les pétales sont violacés, onguiculés, longs de ± 7 mm :
l'étendard est souvent jaune ou tacheté de jaune, orbiculaire, réfléchi bifide, tandis que les ailes et la carène sont violettes oblongues.
On compte 10 étamines jaunes, monadelphes, avec des anthères versatiles, alternativement plus longues et plus courtes.
L'ovaire est blanc-soyeux, densément pubescent, un peu stipité, porte un petit stigmate terminal au bout du style, et contient l ovule.
Le fruit est une gousse déhiscente comprimée, plate, de forme ovale à elliptique, cunéiforme à chaque extrémité, mesurant de profil 5-7 cm de long pour x 2,3-3,5(4) cm de large, avec des valves glabres, épaisses, ligneuses, verdâtres à brun foncé à maturité, et contenant une graine unique.
La graine est ovale, comprimée, aplatie, inodore, mesurant de 2–2,5(3) cm de long, pour 1,5–2 cm de large,,,,.

## Répartition
Taralea opositifolia est présente en Amazonie, :
- dans le nord (y compris l'Amazonie du Venezuela, la Colombie, le Guyana, le Suriname, la Guyane, et le bassin supérieur du Rio Negro au nord du Brésil),
- dans l'ouest (des pentes orientales des Andes jusqu'à la partie occidentale de l'Amazonie brésilienne, y compris l'Amazonie équatorienne, péruvienne, bolivienne et sud-colombienne, et l'État d'Acre au nord-ouest du Brésil),
- dans le centre (de la frontière ouest du Brésil au bassin du Rio Tapajós),
- et dans l'est (du bassin du Rio Tapajós à l'embouchure de l'Amazone, y compris l'Amapá, le Pará et le Maranhão).

## Écologie
Au Brésil, Taralea opositifolia est un arbre rare de mi-canopée, de fin de succession tardive dans les várzea basse. 
Il affectionne aussi bien les várzea basses (forêts inondées à plus de 3 m de hauteur, avec une période d'inondation moyenne de plus de 50 jours par an),
que les Igapó (forêts inondées d'eaux noires et de Río de aguas blancas (es), par exemple le long des Rio Negro, Rio Tapajós et Rio Xingú), jusqu'aux forêts amazoniennes de terre ferme (non inondées).
C'est une espèce de succession tardive, apparaissant parmi des arbres âgés de plus de 150 ans.
Avec sa hauteur moyenne de 15-20 m, elle occupe l'étage moyen dans la stratification forestière, parmi les arbres de 15-25 m.
Son feuillage est persistant : il ne présente pas de perte de feuilles remarquable.
Au Venezuela, Taralea opositifolia pousse dans les forêts ripicole au bord des rivières d'eaux noires, autour de 100–400 m.
On l'a vu fleurir en novembre en Guyane.
On a étudié les spécificités physiologiques entourant la formation des fleurs de Taralea oppositifolia.
Taralea oppositifolia est la plante hôte d'au moins deux insectes xylophages de la famille des Cerambycidae : Eclipta taraleaphila Tavakilian & Peñaherrera-Leiva, 2003 et Odontocera javieri Tavakilian & Peñaherrera-Leiva, 2003.
L'anatomie des folioles de Taralea oppositifolia et ses implications pour la systématique évolutionniste ont été étudiées.

## Utilisation
Le bois de Taralea opositifolia est très dur, utilisé pour la construction de maisons, des poteaux, des colonnes, des encadrements de portes et fenêtres, de la marqueterie, des panneaux et du parquets.
Ses extrait auraient des propriétés anti-cancéreuses.
Taralea oppositifolia présente un grand potentiel économique, notamment d'un point de vue médicinal. Une étude des structures sécrétrices a mis en évidence la présence de polysaccharides, lipides, d'alcaloïdes et de composés phénoliques
Les extraits de Taralea oppositifolia présentent des effets inhibiteurs de la tyrosinase qui joue un rôle dans la production de la mélanine et la pigmentation de la peau
Taralea oppositifolia fait partie des plantes médicinales amazoniennes décrites par C.F.P. von Martius au XIXe siècle.

## Diagnose

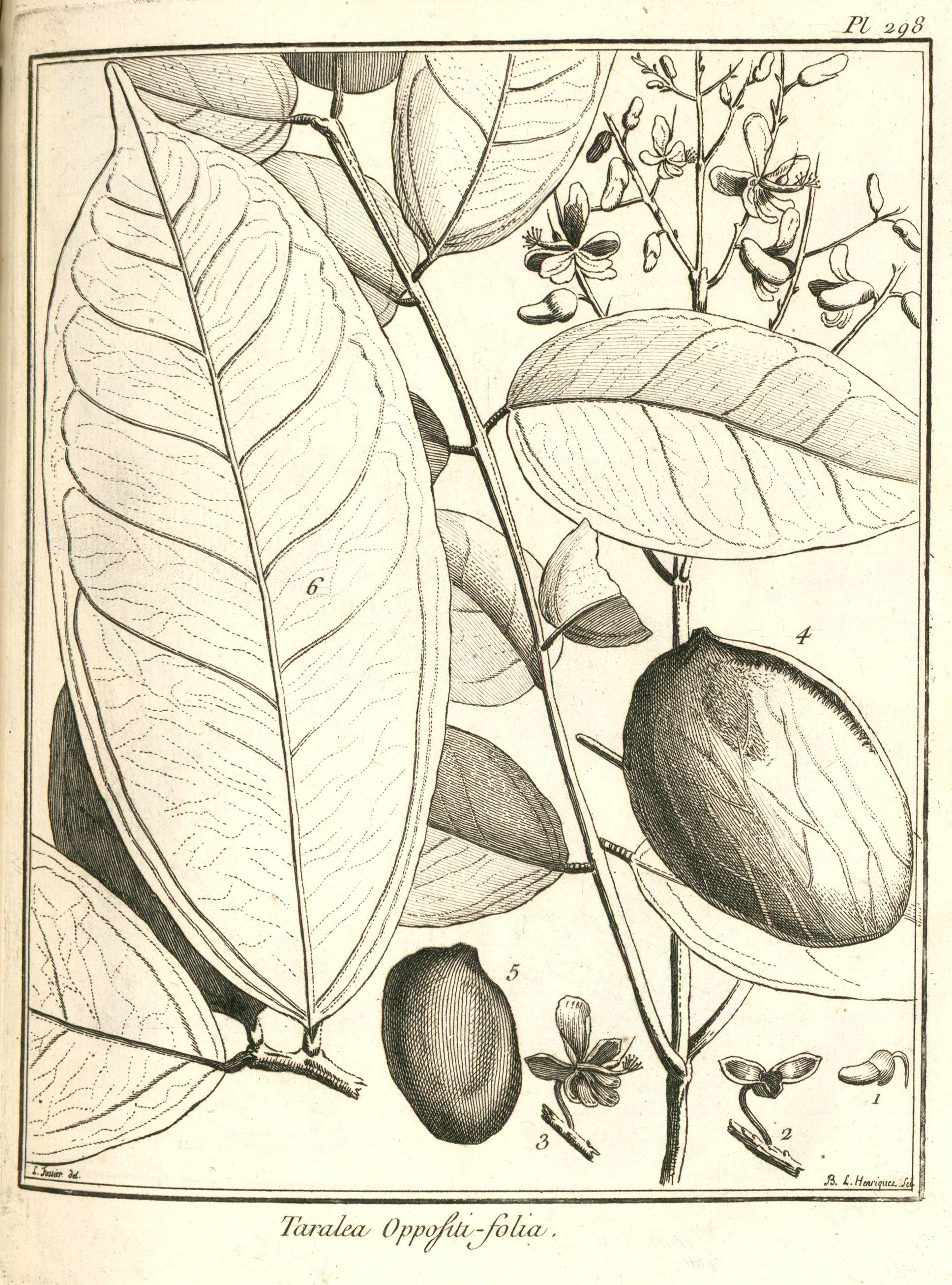
Taralea oppositifolia (Pl. 298) d'après Aublet, 1775 (1. Bouton de fleur. - 2. Calice. - 3. Fleur épanouie. - 4. Gouſſe. - 5. fève. - 6. Foliole de grandeur naturelle.)

En 1775, le botaniste Aublet propose la diagnose suivante : 
« TARALEA oppoſitifolia. (Tabula 298.)
Arbor trunco ſexaginta-pedali, ad ſummitatem ramoſiſſimo ; Ramis latè & undique ſparſis ; ramulis oppoſitis. Folia pinnata, oppoſita ; foliolis amplis, ovatis, acutis, rigidis, integerrimis, brevi petiolatis, quinis, ſuboppoiitis, coſtæ planæ adnexis. Flores paniculati, axillares & terminates ; ramulis & floribus plerumque oppoſitis. Fiores expand, latè odorem aromaticum ſpargunt.
Florebat Octobri ; fructum ferebat Martio.

Habitat in ſylvis Caïennæ, & ad ripam fluvii Sinémarienſis viginti milliaribus à maris littore. »

« LE TARALE de la Guiane. (Tabula 298.)
Le tronc de cet arbre s'élève a ſoixante pieds, ſur deux pieds & demi de diamètre. Son écorce extérieure eſt membraneuſe, blanche ; elle ſe détache naturellement, & tombe par parties plus ou moins larges, Son bois eſt blanc, dur, peſant & compacte. Ce tronc porte à ſon ſommet un grand nombre de branches fort hautes, les unes droites, & les autres inclinées, qui s'étendent au loin & en tous ſens. Ces branches ſont chargées de rameaux qui ſont garnis de feuilles ailées, deux à deux, oppoſées & diſpoſées en croix. Chaque feuille eſt compoſée de quatre à cinq rangs de folioles preſqu'oppoſées. Elles ſont liſſes, fermés, entières, vertes, ovales., terminées par une longue pointe. Leur pédicule eſt fort court & articule ſur une côte commune, applatie, qui a un talon renflé à ſa naiſſance ; cette côte à huit pouces, plus ou moins, de longueur.
On a repréſenté une foliole de grandeur naturelle.
Les fleurs naiſſent à l'extrémité des rameaux, ſur de longues & larges panicules dont les branches ſont deux à deux, oppoſées, & diſpoſées en croix. Ces fleurs ſont deux à deux, oppoſées, d'autres ſont alternes & ſolitaires.
Le calice eſt d'une ſeule pièce, diviſé en cinq parties, deux ſupérieures vertes & plus grandes, concaves, écartées ; trois inférieures, écartées, très petites & aiguës ; celle du milieu eſt un peu plus longue.
La corolle eſt à cinq pétales violets ; un ſupérieur large, relevé & échancré ; deux latéraux longs, étroits & échancrés ; deux inférieurs très petits, en forme de faux, renferment la gaîne des étamines. Tous ces pétales ſont attachés par un onglet à la paroi interne du fond du calice.
Les étamines ſont au nombre de dix, réunies en un faiſceau qui forme une gaîne qui contient l'ovaire. Cette gaîne eſt partagée à ſon ſommet en dix petits filets violets, charge chacun d'une petite anthère jaune, à deux bourſes. La gaîne eſt attachée au deſſous de l'inſertion des pétales.
Le piſtil eſt un ovaire comprimé, porte ſur un pivot qui s'élève du fond du calice. cet ovaire eſt ſurmonté d'un style grêle, coude, velu, terminé par un stigmate aigu.
L'ovaire devient une gouſſe verdâtre, ſèche, épaiſſe, dure, coriace, comprimée, arrondie, elle s'ouvre en deux valves, & contient une ſeule fève.
On a repréſenté la fleur, la gouſſe, & la fève de grandeur naturelle.
Cet arbre eſt nommé TARALA par les Galibis, & COUMAROU-RANA par les Garipons.
Ses fleurs exhalent une odeur agréable qui ſe répand au loin.
II croît dans les grandes forêts de la Guiane, & ſur le bord des grandes rivières.
Je l'ai trouvé en fleur au mois d'Octobre, & en fruit dans le mois de Mars. »

— Fusée-Aublet, 1775.